# كايتلين أولسون
كايتلين ويلو اولسون (بالإنجليزية: Kaitlin Willow Olson) مواليد (18 أغسطس، 1975) مُمثلة أمريكية. أشتهرت بدور دي رينولدز بالمُسلسل الكوميدي فيلاديلفيا دائماً مشمسة على قناة «FX/FXX»، منذ 2005.

## نشأتها
ولِدت اولسون في بورتلاند، اوريغون، وتَربت في بيوجيت ساوند، في جَنوب سياتل، واشنطن حتى عمر الثامنة. إنتقلت اولسون مع عائِلتها إلى تيغارد وتوالاتين في بورتلاند حيث عاشت في مزرعة هناك. والدها دونالد اولسون عَمل ناشراً في صحيفة منصة بورتلاند. في عمر الثانية عشرة، تعرضت اولسون لحادث دراجة خطير تسبب لها بكسرٍ في الجُمجُمة ما تطلب إجراء عمليةٍ جراحيةٍ لها. درست اولسون الفنون المسرحية في جامعة أوريغون، وتخرجت عام 1997. بعد تَخرُجها إنتقلت إلى لوس انجلوس لتسعى وراء مهنة التمثيل.

## حياتها المهنية
كانت اولسون عضوا في مجموعة أداء كوميدي ارتجالي تدعى «غراوندلينغس». وقدمت عروضاً مع منظمة "USO" في البوسنة والهرسك، كوسوفو والنرويج. ظهرت اولسون في عدة أفلام ومُسلسلات مثل إكبح حماسك، برنامج درو كيري، تجربة جايمي كينيدي، بدون ممارسة، ميس ماتش، فاميلي غاي وبرنامج بانكد. وكان لها دوراً في فيلم كايوتي أجلي. في 2004، اُختيرت اولسون لدور دياندرا «سويت دي» رينولدز في مُسلسل قناة «FX» الكوميدي فيلاديلفيا دائما مشمسة. أدت اولسون صوت شخصية «إيثيل» في مُسلسل الرسوم المُتَحرِكة بريكلبيري على قناة كوميدي سنترال.

## حياتها الشخصية
تزوجت اولسون بزميلها بمسلسل فيلاديلفيا دائما مشمسة، روب ماكيلهيني في 27 سبتمبر، 2008 في كاليفورنيا. ولدِ طفلهما الأول أكسل لي في 1 سبتمبر، 2010، وطفلهما الثاني ليو غراي ولد في 5 أبريل، 2012.

## سيرتها المهنية

### سينما

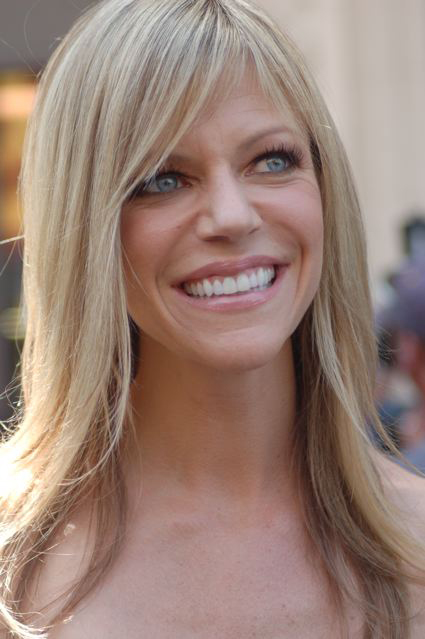
اولسون أثناء تسلمها نجمة في ممر الشهرة.

| السنة | العنوان             | العنوان        | الدور         | ملاحظات   |
| السنة | بالعربية            | بالإنجليزية    | الدور         | ملاحظات   |
| ----- | ------------------- | -------------- | ------------- | --------- |
| 2000  | عين على الجنة       | Eyes to Heaven |               |           |
| 2000  | جاكس                | Jacks          | جوكلين        |           |
| 2000  | كايوتي اجلي         | Coyote Ugly    |               |           |
| 2001  | فاغلي               | Fugly          | تشا تشا       | فيلم قصير |
| 2002  |                     | Meet the Marks | كايتلين ماركس |           |
| 2003  |                     | Scapegoats     | جينين         | فيلم قصير |
| 2009  | فتاة الأنواء الجوية | Weather Girl   | شيري          |           |
| 2010  | سنة كبيسة           | Leap Year      | ليبي          |           |
| 2010  |                     | Held Up        | روكي 2        |           |
| 2013  | الحرارة             | The Heat       | تاتيانا       |           |
| 2015  | عطلة                | Vacation       | شرطية اريزونا |           |
| 2016  | البحث عن دوري       | Finding Dory   | ديستني        | صوت       |

### تلفاز
| السنة     | العنوان                | العنوان                                  | الدور                 | ملاحظات   |
| السنة     | بالعربية               | بالإنجليزية                              | الدور                 | ملاحظات   |
| --------- | ---------------------- | ---------------------------------------- | --------------------- | --------- |
| 2000-2007 | اكبح حماسك             | Curb Your Enthusiasm                     | بيكي                  | 6 حلقات   |
| 2002-2004 | برنامج درو كيري        | The Drew Carey Show                      | ترايلور               | 12 حلقة   |
| 2003      |                        | Miss Match                               | جيليان                | 1 حلقة    |
| 2004      |                        | Significant Others                       | لورين                 | 1 حلقة    |
| 2004      | جورج لوبيز             | George Lopez                             | جانيت                 | 1 حلقة    |
| 2005      |                        | Kelsey Grammer Presents: The Sketch Show | عدة شخصيات            |           |
| 2005-الآن | فيلاديلفيا دائماً مشمسة | It's Always Sunny in Philadelphia        | دياندرا رينولدز       | دور رئيسي |
| 2006      | بدون ممارسة            | Out of Practice                          | ديبي                  | 1 حلقة    |
| 2007      |                        | The Riches                               | هارتلي اندروود        | 5 حلقات   |
| 2011      | فاميلي غاي             | Family Guy                               | بريندا كواغماير (صوت) | 1 حلقة    |
| 2012      | بدون مراقبة            | Unsupervised                             | كارول / دانييل (صوت)  | 7 حلقات   |
| 2012      | بريكلبيري              | Brickleberry                             | إيثيل (صوت)           | 10 حلقات  |
| 2014-2015 | الفتاة الجديدة         | New Girl                                 | آشلي                  | 2 حلقات   |
| 2015      | برغر بوب               | Bob's Burger                             | هيلين (صوت)           | 1 حلقة    |
| 2016      | كاسيوس وكلاي           | Cassius & Clay                           | اوردوود كاسيوس (صوت)  | 1 حلقة    |
| 2016      | عائلة سيمبسونز         | The Simpsons                             | كوين                  | 1 حلقة    |

## وصلات خارجية
- كايتلين أولسون على موقع IMDb (الإنجليزية)
- كايتلين أولسون على موقع أول موفي (الإنجليزية)
- كايتلين أولسون على موقع قاعدة بيانات الأفلام السويدية (السويدية)
- كايتلين أولسون على موقع قاعدة بيانات الفيلم (الإنجليزية)